# Syzeuctus crassitarsis
Syzeuctus crassitarsis là một loài tò vò trong họ Ichneumonidae.